# Харківка (Каменський район)
48°23′19″ пн. ш. 40°12′15″ сх. д. / 48.388633333333° пн. ш. 40.204061111111° сх. д.
Харківка — хутір в Кам'янському районі Ростовської області.
Входить до складу Красновського сільського поселення .

## Населення
| Рік  | Чисельність населення |
| ---- | --------------------- |
| 2010 | 46                    |

## Вулиці
На хуторі є одна вулиця: Фурманова.